# ダヤン・ゴンザレス
ダヤン・ゴンサレス（Dayan Gonzalez、1999年3月8日 - ）は、キューバのプロボクサー。ハバナ出身。現IBO世界フェザー級王者。

## 来歴

### プロキャリア
2021年12月15日、ドバイのキューバ・ボクシング・クラブにて、ダンカン・ダムリラとスーパーフェザー級4回戦を行い、1回1分43秒TKO勝ちを収めプロデビュー戦を白星で飾った。
2022年1月15日、ドバイのキューバボクシングクラブにて、オルワセン・エマヌエル・オルワシーとスーパーフェザー級6回戦を行い、6回判定（60-54 × 2、60-55）の判定勝ちを収めた。
2022年2月26日、ドバイのドバイマリーナにて、ギレルモ・リゴンドー 対 ビンセント・アストロラジオの前座で、モスタファ・エルハミーとフェザー級6回戦を行い、1回1分23秒KO勝ちを収めた。
2022年3月26日、ドバイのハブトゥールグランドホテルにて、ロケシュ・ダンジとフェザー級6回戦を行い、1回48秒TKO勝ちを収めた。
2022年4月30日、ドバイのレディソンレッドホテルにて、シャロビディン・フラホノフとスーパーフェザー級6回戦を行ったが、3回1分25秒にフラホノフの偶発的な頭突きによる額のカットが原因で試合が無効試合となりストップされた。
2022年6月4日、ドバイのドバイ・マリタイム・シティにて、ディサン・ムビルとフェザー級6回戦を行い、3回2分16秒TKO勝ちを収めた。
2022年6月18日、ドバイのシーザース・パレス・ドバイにて、チャーレス・チララとフェザー級8回戦を行い、8回判定（78-75、77-75、78-74）の判定勝ちを収めた。
2022年9月17日、ドバイのキューバ・ボクシング・クラブにて、キビチャ・ギゴラシビリとフェザー級8回戦を行い、3回1分11秒TKO勝ちを収めた。
2023年1月13日、ルゴゴのMTN・アリーナにて、ズバイリ・ナドホミーとスーパーフェザー級6回戦を行い、2回25秒KO勝ちを収めた。
2023年3月10日、ドバイのキューバ・ボクシング・クラブにて、アリエ・ラウレルとフェザー級8回戦を行い、3回1分35秒KO勝ちを収めた。
2023年5月13日、ドバイのアゲンダ・アリーナにて、ジョセフ・アンボとフェザー級10回戦を行い、7回2分21秒TKO勝ちを収めた。
2023年10月14日、ドバイのモトスペース・インベストメント・パークにて、ケン・ジョーダンとフェザー級8回戦を行い、2回1分KO勝ちを収めた。
2023年11月25日、ドバイのラウンド10・ボクシング・クラブにて、エドガー・アローとフェザー級10回戦を行い、9回28秒TKO勝ちを収めた。
2024年1月27日、ドバイのキューバ・ボクシング・クラブにて、デビッド・カルモナとフェザー級8回戦を行い、2回28秒TKO勝ちを収めた。
2024年4月28日、ドバイのアゲンダ・アリーナにて、アレン・カブンゴとスーパーライト級8回戦を行い、2回26秒KO勝ちを収めた。
2024年9月6日、ドバイのヒルトン・アル・ハブトール・シティにて、アリエル・ペレス・デ・ラ・トーレとフェザー級10回戦を行い、2回28秒TKO勝ちを収めた。
2024年12月6日、リヴァプールのエキシビション・センター・リヴァプールにて、ウィラ・ミカムとIBO世界フェザー級王座決定戦を行い、1回44秒TKO勝ちを収めIBOタイトル戦史上最速KO記録を樹立した。試合後、WBA世界フェザー級王者のニック・ボールとの対戦を希望した。
2025年2月26日、ドバイのキューバ・ボクシング・クラブにて、ケビン・ビジャヌエバとフェザー級8回戦を行い、初回1分13秒KO勝ちを収めた。

## 戦績
- プロボクシング：18戦 17勝 (15KO) 無敗 1無効試合

| 戦           | 日付           | 勝敗 | 時間    | 内容    | 対戦相手                           | 国籍             | 備考                        |
| ------------ | -------------- | ---- | ------- | ------- | ---------------------------------- | ---------------- | --------------------------- |
| 1            | 2021年12月15日 | ☆    | 1R 1:43 | TKO     | ダンカン・ダムリラ                 | アラブ首長国連邦 | プロデビュー戦              |
| 2            | 2022年1月15日  | ☆    | 6R      | 判定3-0 | オルワセン・エマヌエル・オルワシー | ナイジェリア     |                             |
| 3            | 2022年2月26日  | ☆    | 1R 1:23 | KO      | モスタファ・エルハミー             | エジプト         |                             |
| 4            | 2022年3月26日  | ☆    | 1R 0:48 | TKO     | ロケシュ・ダンジ                   | インド           |                             |
| 5            | 2022年4月30日  | －   | 3R 1:25 | NC      | シャロビディン・フラホノフ         | ウズベキスタン   |                             |
| 6            | 2022年6月4日   | ☆    | 3R 2:16 | TKO     | ディサン・ムビル                   | ウガンダ         |                             |
| 7            | 2022年6月18日  | ☆    | 8R      | 判定3-0 | チャーレス・チララ                 | タンザニア       |                             |
| 8            | 2022年9月17日  | ☆    | 3R 1:11 | TKO     | キビチャ・ギゴラシビリ             | ジョージア       |                             |
| 9            | 2023年1月13日  | ☆    | 2R 0:25 | KO      | ズバイリ・ナドホミー               | ウガンダ         |                             |
| 10           | 2023年3月10日  | ☆    | 3R 1:35 | KO      | アリエ・ラウレル                   | フィリピン       |                             |
| 11           | 2023年5月13日  | ☆    | 7R 2:21 | TKO     | ジョセフ・アンボ                   | フィリピン       |                             |
| 12           | 2023年10月14日 | ☆    | 2R 1:00 | KO      | ケン・ジョーダン                   | フィリピン       |                             |
| 13           | 2023年11月25日 | ☆    | 9R 0:28 | TKO     | エドガー・アロー                   | メキシコ         |                             |
| 14           | 2024年1月27日  | ☆    | 2R 0:28 | TKO     | デビッド・カルモナ                 | メキシコ         |                             |
| 15           | 2024年4月28日  | ☆    | 2R 0:26 | KO      | アレン・カブンゴ                   | キューバ         |                             |
| 16           | 2024年9月6日   | ☆    | 2R 0:28 | TKO     | アリエル・ペレス・デ・ラ・トーレ   | キューバ         |                             |
| 17           | 2024年12月6日  | ☆    | 1R 0:44 | TKO     | ウィラ・ミカム                     | タイ             | IBO世界フェザー級王座決定戦 |
| 18           | 2025年2月26日  | ☆    | 1R 1:13 | KO      | ケビン・ビジャヌエバ               | メキシコ         |                             |
| テンプレート |                |      |         |         |                                    |                  |                             |

## 獲得タイトル
プロ
- IBO世界フェザー級王座